# Borba za Delnice
Borba za Delnice, u njemačkoj terminologiji Operacija Suncostaj (njem. Sonnenwende), je bila bitka između Wehrmachta i partizanskih postrojbi Jedanaestog korpusa NOVJ-a na području Delnice – Lokve (Gorski kotar). Trajala je od 10. do 13. lipnja 1944. godine.
Završila je pobjedom Narodnooslobodilačke vojske Jugoslavije i oslobođenjem Delnica.

## Pozadina
Akcija »Sonnenwende« bila je jedan od pothvata njemačkih snaga koji su bili usmjereni protiv dijelova 13. primorsko-goranske divizije NOVJ-a u Gorskom kotaru. Njezin cilj bio je da osigura leđa snagama koje su činile obalni obrambeni pojas na sjevernom Jadranu. U napadu je sudjelovao »alarmni« puk »Branderburg«, ojačan mješovitim policijskim snagama prikupljenim po Istri i Hrvatskom primorju. Te snage imale su oko 1.500 vojnika, a raspolagale su s 2 tenka i 24 kamiona.
Okupacijske snage krenule su iz dva polazna područja: Sušak—Grobničko polje i Hreljin—Plaše—Zlobin, da bi se u taktičkoj dubini (Lokve) spojio u jedan pravac. Od 13. divizije u borbi je angažiran Drugi primorsko-goranski partizanski odred, a kasnije i 1. brigada.

## Tijek operacije
Na dan napada (10. lipnja) 2. primorsko-goranski odred bio je oijentiran prema sjevernom dijelu Hrvatskog primorja i raspoređen tako da zatvara pravce koji iz Primorja izvode u Gorski kotar. Prva udarna brigada 13. divizije NOVJ-a zatečena je na komunikaciji Lukovdol — Bosiljevo — Ponikve. Već prvog dana postrojbe ovog odreda vodile su okršaje s neprijateljem koji se raščlanio u tri kolone. Prva borba vodila se na Osoji i blizu Lokava, te kod sela Brdo i Bijelog Sela, gdje su njemačke postrojbe i zaustavljene prvog dana borbe. Međutim, istog dana i 1. brigada 13. divizije NOVJ-a uputila je svoje bataljune u pravcu Delnica, gdje su trebali ojačati i štititi snage 2. partizanskog odreda. Odlučnu borbu za Delnice njemačke snage su planirale 12. lipnja kada su prema Delnicama nastupile s pet jakih kolona. Koristeći se maglom, njemačke postrojbe brzo su izbile u pozadinu branitelja i prisilile ih da odstupe. Tim manevrom Nijemci su uspjeli pasivizirati snage ispred Lokava i iznenaditi 1. brigadu ispred Delnica. Treći bataljun 1. brigade na cesti Delnice — Lokve, iznenada je napadnut iz šume iz pravca Petehovca i odmah prisiljen na povlačenje prema Crnom Lugu. Tijekom povlačenja u šumi je naišao na kolonu neprijatelja od koje je razbijen i raspršen, ali nije imao većih žrtava. Povlačenje tog bataljuna dovelo je do povlačenja odredskog bataljuna. Drugi bataljun 1. brigade iznenađen je s bliskog odstojanja na padinama Lučićkog vrha. Iako je držao topografski jake položaje, bio je primoran na povlačenje, a budući da je jedna neprijateljeva kolona naglo izbila na njegovo desno krilo, on se povukao u pravcu Petehovca i ostao u pozadini neprijatelja. Oko podne neprijatelj je iz više pravaca ušao u Delnice. Preostala dva bataljuna 1. brigade blokirala su izlaz iz Delnica na zapad, a manjim snagama i na sjever u dolinu Kupe.
Budući da neprijatelju nisu omogućili da zauzme dominantne položaje oko Delnica, već je zadržan u kotlini, odlučeno je da se tu i napadne. Drugi odred se povukao u pravcu Crnog Luga, ali neovisno i nevezano o 3. bataljunu 1. brigade. Poslijepodne 12. lipnja stigao je i 2. bataljun 2. odreda iz Primorja, ali zapadno od Delnica. On je odmah upućen da zaobiđe Delnice sa sjevera i priključi se svom odredu. Poslijepodne izdana je zapovijed za napad na Delnice. Napad je izvodila 1. brigada. Njezin 1. bataljun napadao je od pravca Vodenjaka na centar grada. Četvrti bataljun nastupao je u zahvatu ceste od pravca Broda na Kupi, dok je 2. bataljun dijelom snaga nastupao preko željezničke postaje prema centru grada, a drugim dijelom je trebao zauzeti Lučićki vrh i napasti neprijatelja na cesti ako bi se on naglo izvlačio prema Lokvama. Na 3. bataljun Štab 13. divizije nije ni računao, jer je bilo jasno da se do noći ne može skupiti i srediti za borbu. Drugi odred napadao je neprijatelja s leđa. Njegovi manji dijelovi napadali su na posadu u Lokvama, kako bi je vezali za to naselje i spriječili je da intervenira prema Delnicama. Ukoliko bi neprijatelj napustio Lokve i pošao prema Delnicama, te su ga snage morale stalno pratiti i napadati s leđa.
Napad je počeo rano ujutro 13. lipnja energično i po planu. Za nepun sat neprijatelj je u gradu razbijen. Borci su bili puni poleta i nastupali su odlučno i s jurišnim povicima. Neprijatelj se u neredu povlačio iz grada. Međutim, kada su ušle u grad, partizanske postrojbe nisu prešle u gonjenje razbijenog neprijatelja. Drugi bataljun još je vodio borbu za kotu 852 (južno od Delnica), koju su ranije Talijani bili dobro utvrdili. Postrojbe u gradu nisu se brzo sredile za produžetak akcije i zauzimanje položaja oko grada, što je neprijatelj iskoristio, sredio se i uz pojačanje od oko 200 vojnika i 2 tenka prešao u protunapad. U redovima 1. brigade nastala je pomutnja i ona se povukla izvan Delnica na ranije polazne položaje, a neprijatelj ponovno ušao u grad. Za sve to vrijeme 2. bataljun 2. odreda trebao je napadati sa zapadne strane u leđa protivnika. Međutim, on je lutao po šumi, te je s te strane neprijatelj i privukao rezerve. Udarna četa 1. brigade ostala je u centru grada, gdje se do 14 sati vodila žestoka borba i tu se uspjela održati. Tada je neprijatelj izvršio još jedan vatreni napad na položaje 1. brigade, izvukao na brzinu svoje mrtve i ranjene i odmah se povukao u pravcu Lokava. Jaka začelna osiguranja onemogućila su efikasno gonjenje. Bataljun 2. odreda, koji je bio kod Lokava, vršio je pritisak na neprijatelja goneći ga preko Bijelog Sela i Vrata do Fužina.

## Ishod
U četverodnevnim borbama njemačke snage nisu ostvarile postavljeni cilj. Naprotiv, pretrpjele su gubitke od 80 mrtvih i 110 ranjenih. Brzom intervencijom 1. brigade i 2. odreda onemogućena im je namjera da pljačkaju stanovništvo i da uništavaju objekte u zauzetim naseljima. Uspjeh 13. divizije, vojnički i politički, imao je velikog odjeka na njezine daljnje borbene aktivnosti. Brigada i odred imali su 14 poginulih (koji su uz počasti i uz sudjelovanje stanovništva Delnica sahranjeni) i 20 ranjenih boraca.

## Vanjske veze
- Operation "Sonnenwende"